# إتش تي سي ديزاير إكس
هاتف HTC Desire X بنظام أندرويد هاتف ذكي مصنع من شركة اتش تي سي

## روابط خارجية
- مواصفات HTC Desire X